# Jean Vignaud
Pour les articles homonymes, voir Jean Vignaud (homonymie).
Jean Vignaud, né le 4 décembre 1774 à Beaucaire et mort le 11 novembre 1826 à Nîmes, est un peintre d’histoire et portraitiste français.

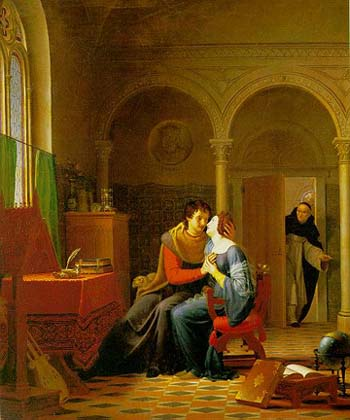
Abélard et Héloïse surpris par Fulbert (1819), Joslyn Art Museum, Omaha (Nebraska).

## Biographie
Fils d'un tailleur de vêtements, il refuse de reprendre la direction de l'atelier familial et préfère se consacrer à sa passion : la peinture. Autodidacte à ses débuts, il devient néanmoins professeur de dessin à l'école centrale de Nîmes, fonction qu'il abandonne en 1796 pour se rendre à Paris où un graveur l'emploie, lui assurant son ordinaire et lui permettant pour ses loisirs de copier les maîtres anciens au Louvre et les modernes au Luxembourg. Son talent grandissant, il est remarqué par le Hollandais Wander Wold qui lui offre cent écus par semaine pour travailler pour lui et lui assure ainsi une certaine aisance financière. Il entre ensuite à l'atelier de Jacques-Louis David ; dès lors le préfet de police Dubois lui prête un atelier dans son hôtel particulier et lui obtient des commandes de portraits qui le mettent à l'abri du besoin.
Il peut ainsi aborder les œuvres de grandes dimensions et être accepté au Salon où il expose de 1806 à 1824, ses toiles étant souvent achetées par l'État pour doter des musées et des églises, avec notamment :
- en 1812 La Mort de Lesueur chez les Chartreux pour la galerie du Luxembourg qui lui vaut une médaille d'or, aujourd'hui au musée du château de Versailles;
- en 1817 Le Christ apparaissant à Marie-Madeleine ou Noli me tangere, médaillée, acquise par l'État pour la collégiale Notre-Dame-des-Pommiers de Beaucaire;
- en 1819 La Résurrection de la fille de Jaïre, classée sixième au sein de la première classe des peintres français, acquise pour l'église Saint-Nicolas-du-Chardonnet;  et Héloïse et Abélard surpris par Fulbert (Joslyn Art Museum, Omaha (Nebraska))
- en 1824 La Fuite en Égypte pour l'église de la Chaussée-d'Antin[2].

De retour à Nîmes en 1820, il est le tout premier directeur de l’école de dessin qui vient juste d'être ouverte, mais meurt six ans plus tard. Jean Vignaud était aussi collectionneur de tableaux et la plus grande part de sa collection fut acquise en 1827 par la ville de Nîmes pour enrichir le fonds du musée des Beaux-Arts tout nouvellement fondé (1823), alors installé dans la Maison Carrée.
En 1821, il est élu à l'Académie du Gard.
Son frère aîné, le peintre Antoine Vignaud, né en 1773 à Beaucaire, dont la notoriété est restée locale, est connu pour avoir peint un retable dans la chapelle du Sacré-Cœur de l'église saint-Paul de Beaucaire (Photo).

## Œuvres dans les collections publiques

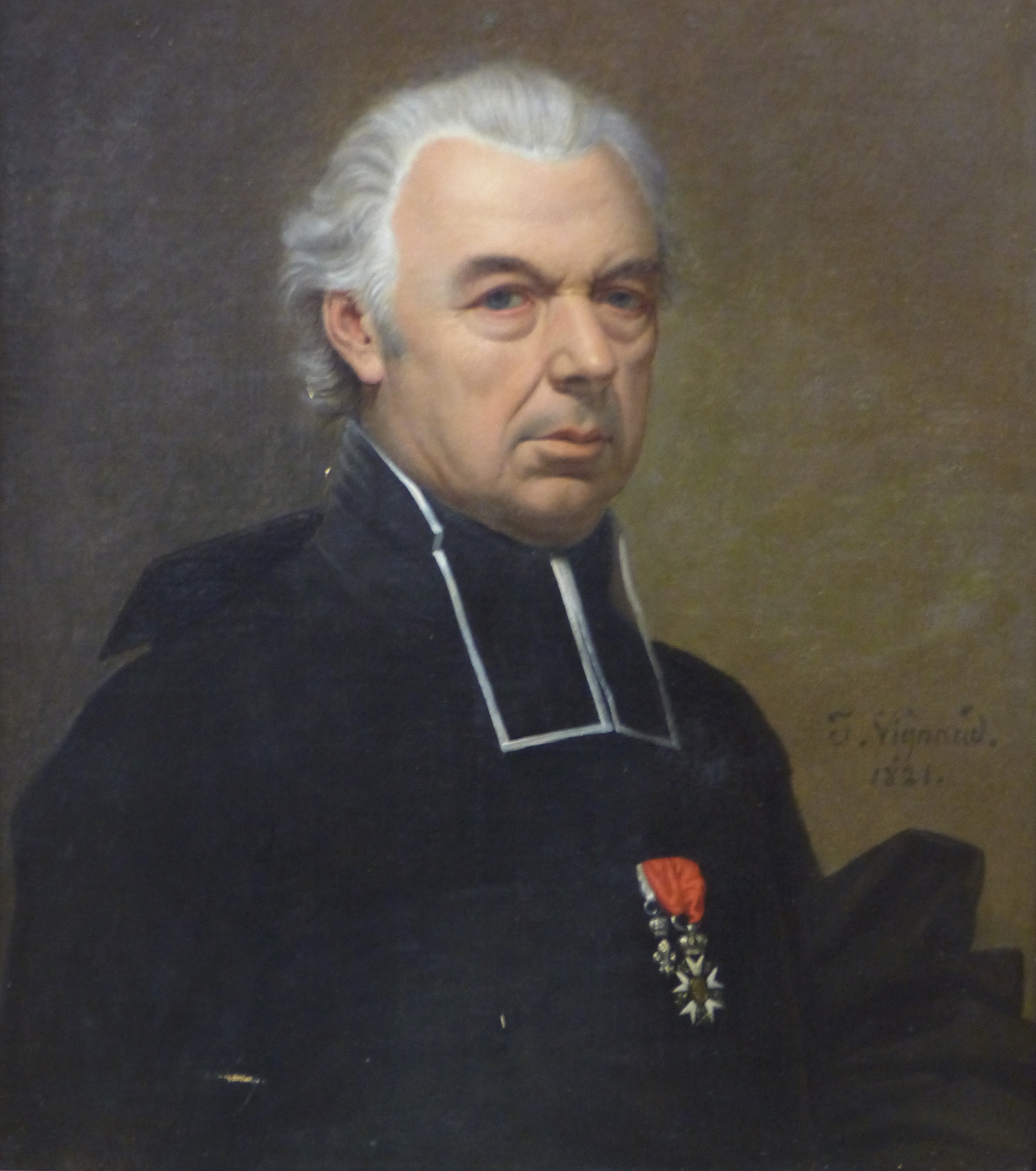
L'abbé Bonhomme (1821).

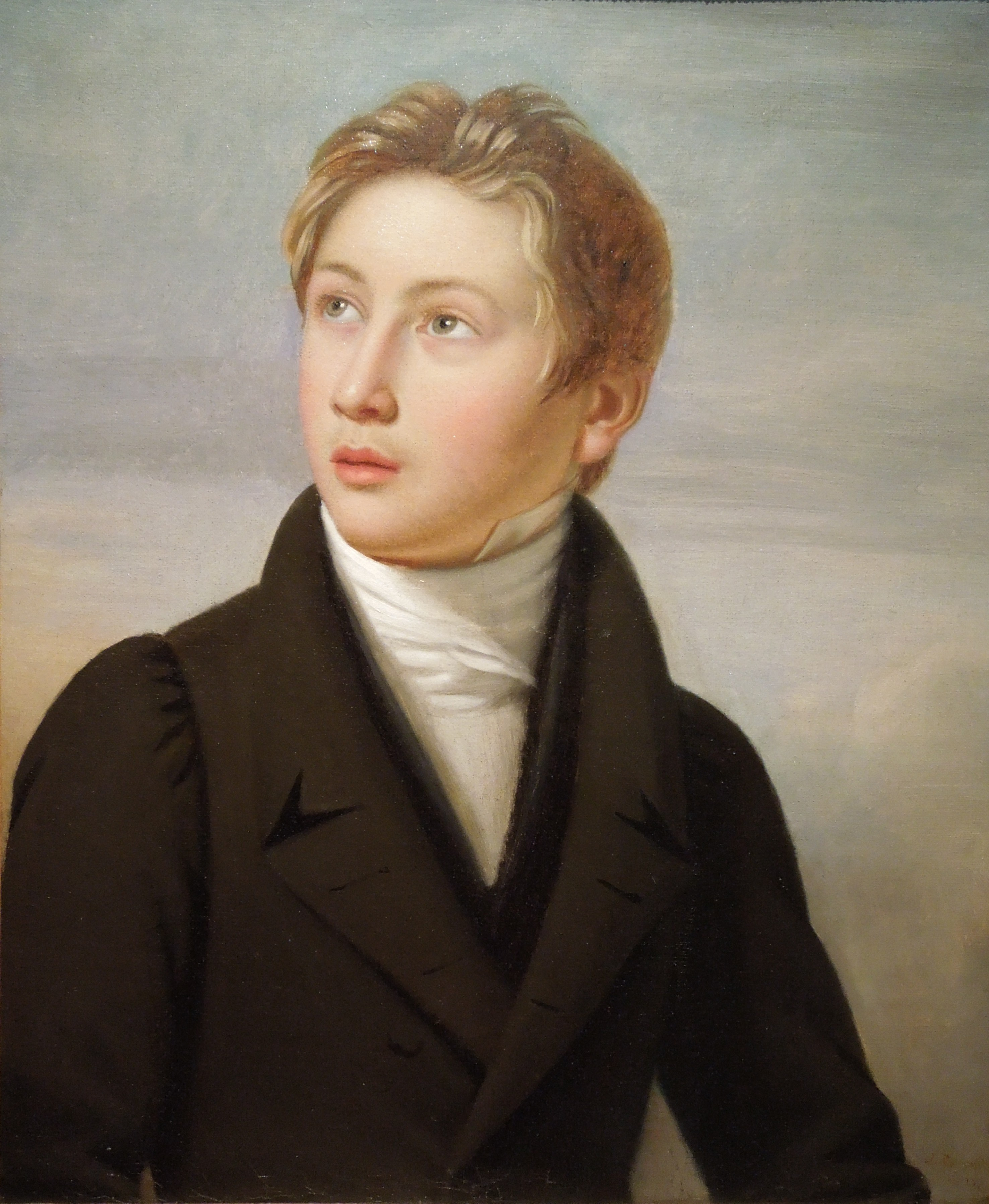
Liszt vers 14-15 ans.

- Beaucaire (Gard), collégiale Notre-Dame-des-Pommiers : Noli me tangere, huile sur toile, 1817  Classé MH[5]

- Nîmes, musée des Beaux-Arts :
  - Mercure enseignant la lyre à Amphion, huile sur toile, 1819, présentée au Salon de 1819
  - L'Abbé Bonhomme, huile sur toile, 1821
  - Liszt vers 14-15 ans, huile sur toile, 1826
  - Mort de Saint Bruno, huile sur toile, d'après Eustache Le Sueur

- Versailles, musée du château de Versailles : La Mort de Le Sueur chez les Chartreux, huile sur toile, 1812[6];

- Omaha (Nebraska), Joslyn Art Museum : Héloïse et d'Abélard surpris par Fulbert, huile sur toile, 1819